# 1904 en football
Cet article présente les faits marquants de l'année 1904 en football.

## Janvier
- 1er janvier : fondation du club belge du Royal Charleroi Sporting Club.

## Février
- 27 février : match inter-ligues à Saint-Mirren opposant une sélection du championnat d'Irlande à une sélection du championnat écossais. Les Écossais s'imposent 3-1.
- 28 février : fondation du club portugais de « Sport Lisboa », qui fusionnera en 1908 avec le « Sport Club Benfica », fondé en 1906, et adoptera alors le nom de « Sport Lisboa e Benfica ».
- 29 février : à Wrexham, l'Angleterre et le pays de Galles font match nul 2-2.

## Mars
- 2 mars : fondation du club espagnol du Deportivo La Corogne.
- 12 mars : à Belfast, l'Angleterre bat l'Irlande 3-1.
- 12 mars : à Dundee, l'Écosse et le pays de Galles font match nul 1-1.
- 17 mars : à Belfast, Linfield FAC remporte la Coupe d'Irlande en s'imposant en finale face à Derry Celtic FC.
- 21 mars : à Bangor City, l'Irlande bat le pays de Galles 1-0.
- 26 mars : à Dublin, l'Irlande et l'Écosse font match nul 1-1.
- 27 mars : Genoa champion d'Italie.
- 28 mars : Athletic Bilbao remporte la Coupe d'Espagne.

## Avril
- 4 avril : match inter-ligues à Manchester opposant une sélection du championnat d'Angleterre à une sélection du championnat d'Écosse. Les Anglais s'imposent 2-1.
- 4 avril : Druids Ruabon remporte la Coupe du pays de Galles en s'imposant en finale 3-2 face à Aberdare FC.
- 6 avril : à Glasgow, l'Angleterre bat l'Écosse 1-0.
- 10 avril : en demi-finales du championnat de France USFSA, Le R.C. Roubaix élimine le Stade rennais, premier champion de Bretagne, 10-1. Les Parisiens de United SC écartent l'Olympique de Marseille, premier champion du Littoral (Marseille), 4-0.
- 16 avril : le Celtic FC gagne la Coupe d'Écosse en s’imposant en finale face aux Glasgow Rangers, 3-2.
- 17 avril : FC Saint-Gall remporte le Championnat de Suisse.
- 17 avril : le Racing Club de Roubaix est champion de France USFSA en s'imposant en finale face aux Parisiens de United SC, 4-2.

- Sheffield Wednesday FC champion d’Angleterre.
- 23 avril : Manchester City remporte la FA Cup face à Bolton Wanderers, 1-0.
- 23 avril : malgré un match en retard (Third Lanarck-Hibernian) qui se jouera le 30, Third Lanarck est champion d'Écosse.
- Linfield FC champion d'Irlande.
- La Royale Union Saint-Gilloise est championne de Belgique.
- Arsenal est promu en première division anglaise, tandis que Manchester United, malgré une impressionnante série de 14 victoires consécutives, rate la promotion d'un point.

## Mai
- 1er mai : premier match international de l'équipe de France de football et de la Belgique à Bruxelles. Le score final est de 3-3.

- 4 mai : fondation du club allemand du Schalke 04.
- 21 mai : création, à Paris, de la Fédération internationale de football association (FIFA). Elle ne compte que sept pays.
- 29 mai : la finale nationale du championnat d'Allemagne devant opposer le Britannia Berlin et le Vfb Leipzig n'a pas lieu.

## Juin
- 4 juin : Woodfall, trésorier de la FA, est élu président de la FIFA.
- Juin : le transfert de l'attaquant anglais Alf Common de Sheffield United à Sunderland AFC établit un nouveau record financier : 520 £.
- 21 juin : fondation du club français du Stade Saint-Germain, futur Paris Saint-Germain.

## Juillet
- 9 juillet : Fondation du club OGC Nice.

## Août
- 7 août : à deux journées de la fin de la compétition, Belgrano Athletic est champion d'Argentine.
- 15 août : fondation du club argentin Argentinos Juniors.

## Septembre
- 1er septembre : inauguration du stade de football du Brentford FC : Griffin Park.
- 1er septembre : inauguration du stade de football du West Ham United FC : Upton Park.

## Octobre
- 10 octobre : Nevsky Saint-Pétersbourg remporte le championnat de Saint-Pétersbourg (Russie) mettant aux prises six clubs de la ville.
- 15 octobre : match inter-ligues à Belfast opposant une sélection du championnat d'Angleterre à une sélection du championnat d'Irlande. Les Anglais s'imposent 2-0.
- 22 octobre : inauguration du stade londonien de Loftus Road, antre de Queens Park Rangers FC depuis 1917.
- 30 octobre : Sao Paulo AC champion de l'État de Sao Paulo (Brésil).

## Naissances
- 21 janvier : Puck van Heel, footballeur néerlandais († 18 décembre 1984).
- 7 février : Armando Castellazzi, footballeur italien († 4 janvier 1968).
- 13 février : Guillaume Lieb, footballeur français († 13 mai 1978).
- 25 février : Marcel Capelle, footballeur français († 8 avril 1996).
- 26 mars : Attilio Ferraris, footballeur italien († 8 mai 1947).
- 29 mars : Jacques Canthelou, footballeur français († 18 avril 1973).
- 7 avril : Charles Bardot, footballeur français († avril 1973).
- 13 avril : Georges Taisne, footballeur français († 23 mars 1998).
- 26 avril : Jimmy McGrory, footballeur écossais († 20 octobre 1982).
- 2 juin : František Plánička, footballeur tchécoslovaque († 20 juillet 1996).
- 3 juillet : Charles Allé, footballeur français († 15 septembre 1994).
- 20 juillet : Émile Scharwath, footballeur français († 5 octobre 1980).
- 13 septembre : Luigi Bertolini, footballeur italien († 11 février 1977).
- 20 septembre : Joseph Kaucsar, footballeur roumain naturalisé français († 1986).
- 26 octobre : Virgilio Levratto, footballeur italien († 18 septembre 1968).
- 7 novembre : Gino Rossetti, footballeur italien († 16 mai 1992).
- 29 novembre : Héctor Castro, footballeur uruguayen († 15 septembre 1960).
- 21 décembre : José Torregrosa, footballeur espagnol († 6 septembre 1986).

## Décès
- 13 avril : Julian Sturgis, footballeur anglais.